# Epizeuxis intensalis
Epizeuxis intensalis là một loài bướm đêm trong họ Noctuidae.